# Liste der Ehrensenatoren der Technischen Universität Dresden

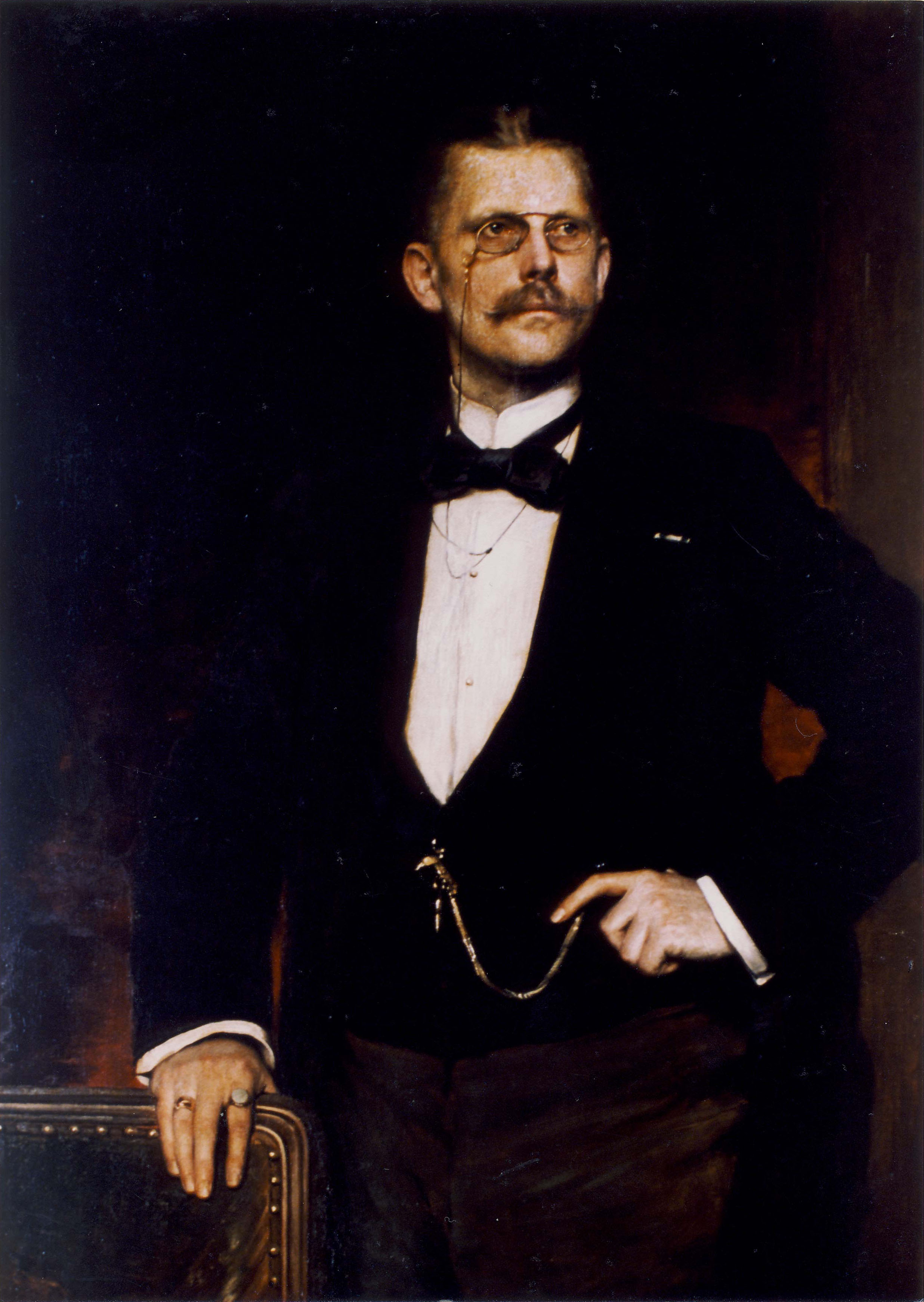
Der sächsische Staatsminister Heinrich von Beck wurde 1924 Ehrensenator der damaligen Technischen Hochschule (TH) Dresden und gehört damit zu den frühen Trägern dieses Titels.

Die Liste der Ehrensenatoren der Technischen Universität Dresden enthält alle Personen, die von der Technischen Universität (TU) Dresden bzw. ihrem Vorläufer, der Technischen Hochschule (TH) Dresden, die Würde des Ehrensenators verliehen bekommen haben.
Ehrensenatoren sind – im Gegensatz zu den für akademische oder wissenschaftliche Leistungen ausgezeichneten Ehrendoktoren – Personen, die sich besonders um die Universität/Hochschule bzw. um deren Fakultäten verdient gemacht haben, vor allem in Form finanzieller Zuwendungen. Sie werden gegenwärtig vom Senat gewählt.
Der Titel wird seit 1923 vergeben. Bislang wurden 118 Personen zu Ehrensenatoren ernannt, gut drei Viertel davon noch in den 1920er-Jahren. Seit 1932 kommt es hingegen deutlich seltener zu neuen Ernennungen: drei während der zwölfjährigen NS-Zeit, zehn in der 45-jährigen Zeit der SBZ bzw. DDR und sieben in den mehr als drei Jahrzehnten seit der Wende.
Die Grundordnung in dieser Liste erfolgt alphabetisch nach Nachnamen, zudem ist sie auch nach dem Jahr der Verleihung sortierbar.

## Legende
- Jahr der Verleihung: gibt das Jahr an, in dem die Ehrensenatorenwürde verliehen wurde; sortierbar nach Jahr
- Name: nennt den Namen des Ehrensenators, alphabetisch sortierbar
- Bemerkung: nennt Beruf/Funktionen des Ehrensenators und seinen Wohn- bzw. Wirkungsort

## Liste
| Jahr der Verleihung | Name                                    | Bemerkung |
| ------------------- | --------------------------------------- | --- |
| 1928                | Adolf Arnhold                           | Württembergischer Konsul, Bankier (Bankhaus Gebrüder Arnhold), Dresden                                                         |
| 1924                | Georg Arnhold                           | Geheimer Kommerzienrat, Bankier (Bankhaus Gebrüder Arnhold) und Pazifist, Dresden                                              |
| 1925                | Heinrich Arnhold                        | Bankier (Bankhaus Gebrüder Arnhold), Dresden                                                                                   |
| 2011                | Henry H. Arnhold                        | Bankier (Arnhold & S. Bleichroeder), New York City                                                                             |
| 1923                | Gustav Aufschläger                      | Geheimer Hofrat, Direktor der Dynamit AG, Hamburg                                                                              |
| 1924                | Richard Baldauf                         | Oberbergrat, Dresden |
| 1924                | Heinrich von Beck                       | Sächsischer Staatsminister, Dresden                                                                                            |
| 1928                | Adolf Beythien                          | Direktor des Chemischen Untersuchungsamtes der Stadt Dresden                                                                   |
| 1924                | Theodor Bienert                         | Geheimer Kommerzienrat, Besitzer der Bienertmühle, Dresden                                                                     |
| 1924                | Max von Bleichert                       | Kommerzienrat, Unternehmer (Adolf Bleichert & Co.), Leipzig-Gohlis                                                             |
| 2000                | Günter Blobel                           | Biochemiker, Nobelpreisträger, New York City                                                                                   |
| 1924                | Bernhard Blüher                         | Oberbürgermeister, Dresden |
| 1939                | Oskar Botolfsen                         | Ingenieur, Stockholm |
| 1928                | Hans Bredow                             | Deutscher Hochfrequenztechniker und Rundfunkpionier, Staatssekretär im Reichspostministerium, Berlin                           |
| 1957                | Otto Buchwitz                           | Alterspräsident der Volkskammer der DDR, früher Reichstagsabgeordneter der SPD                                                 |
| 1924                | William Busch                           | Kommerzienrat, Generaldirektor der Waggon- und Maschinenfabrik in Bautzen                                                      |
| 1923                | Johannes Dönitz                         | Fabrikdirektor a. D., Friedrichroda                                                                                            |
| 1927                | Alfred Dyckerhoff                       | Unternehmer (Zementfabrik Dyckerhoff), Wiesbaden-Biebrich                                                                      |
| 1928                | Wilhelm Eiselt                          | Österreichischer Generalkonsul, Generaldirektor der Dresdner Nähmaschinenfabrik, Dresden                                       |
| 1924                | Louis Ernst                             | Geheimer Hofrat, Kommerzienrat, Dresden                                                                                        |
| 1926                | Georg Fleck                             | Stadtbaurat, Dresden |
| 1924                | Adolf Franke                            | Elektrotechniker, Direktor (Siemens & Halske), Berlin-Siemensstadt                                                             |
| 1928                | Karl von Frenckell                      | Konsul, Dresden |
| 1925                | Bernhard Gerlach                        | Stadtrat, Seniorchef des Unternehmens Kettling & Braun, Crimmitschau                                                           |
| 1946                | Fritz Geyer                             | Ministerialdirektor der Präsidialkanzlei der Landesverwaltung Sachsen                                                          |
| 1923                | Hans von Gontard                        | Direktor der Maschinenfabrik Henschel & Sohn GmbH, Kassel                                                                      |
| 1979                | Werner Gruner                           | Maschinenbauingenieur, Blechbearbeitungsspezialist, Landmaschinentechniker, Altrektor der TU Dresden                           |
| 1923                | Ernst Gruschwitz                        | Generaldirektor, Olbersdorf |
| 1924                | Georg Günther                           | Kommerzienrat, Generaldirektor der Elite-Werke, Brand-Erbisdorf                                                                |
| 1931                | Werner Hartenstein                      | Oberbürgermeister, Freiberg |
| 1924                | Hugo Heinrich                           | Generaldirektor der Zwickauer Maschinenfabrik, Zwickau                                                                         |
| 1929                | Walter Herberg                          | Dresden |
| 1982                | Lieselott Herforth                      | Mitglied des Staatsrates und der Volkskammer der DDR, Altrektorin der TU Dresden                                               |
| 1927                | Kurt Herrmann                           | Architekt, Verleger, Unternehmer, Generaldirektor (Deutsche Flugzeug-Werke, Allgemeine Transportanlagen-Gesellschaft), Leipzig |
| 1923                | Otto Herrmanns                          | Unternehmer, Lößnitz |
| 1929                | Johannes Wilhelm Hofmann                | Ingenieur, Erfinder, Unternehmer (Elektroarmaturenwerk JWH), Kötzschenbroda                                                    |
| 1925                | Hermann Holst                           | Handelsgerichtsrat, Hofrat, Dresden                                                                                            |
| 1927                | Ferdinand Hueppe                        | Österreichischer Hofrat, Arzt, Bakteriologe, Begründer der Konstitutionshygiene, Sportfunktionär, Dresden                      |
| 1932                | Hermann Ilgen                           | Geheimer Hofrat, Apotheker (Apotheke zu Kötzschenbroda), Dresden                                                               |
| 1928                | Elisabeth Jacobi                        | Dresden |
| 1927                | Paul Jahn                               | Direktor der Sächsischen Granit AG, Dresden                                                                                    |
| 1924                | Johan Erik Johansson                    | Schwedischer Physiologe, Professor am Karolinska-Institut, Stockholm                                                           |
| 1928                | Ernst Wilhelm Just                      | Ministerialdirektor, Geheimer Rat, Jurist, Dresden                                                                             |
| 1923                | Wilhelm Kaufmann                        | Fabrikbesitzer, Generalkonsul a. D.                                                                                            |
| 1924                | Gustav Klemperer von Klemenau           | Geheimer Kommerzienrat, Generalkonsul, Dresden                                                                                 |
| 1929                | Victor Klemperer von Klemenau           | Direktor der Dresdner Bank, Dresden                                                                                            |
| 1931                | Ernst Koch                              | Direktor, Vorstandsmitglied der Sächsischen Maschinenfabrik vormals Richard Hartmann, Chemnitz                                 |
| 1931                | Heinrich Koch                           | Architekt und Baubeamter (Oberregierungsbaurat), Dresden                                                                       |
| 1928                | Georg Köppen                            | Stadtrat, Dresden |
| 1924                | Heinrich Koppenberg                     | Generaldirektor der Mitteldeutsche Stahlwerke AG, Berlin                                                                       |
| 1924                | Hermann Koppenberg                      | Direktor der Lauchhammer-Stahlwerke, Riesa                                                                                     |
| 1926                | Oskar Kramer                            | Architekt, Ministerialrat im sächsischen Finanzministerium, Dresden                                                            |
| 1939                | Emil Krauß                              | Unternehmer, Schwarzenberg/Erzgeb.                                                                                             |
| 1925                | Johannes Krüger                         | Bankdirektor, Stadtrat, Dresden                                                                                                |
| 1925                | Willy Krüger                            | Generaldirektor der Sächsischen Maschinenfabrik vormals Richard Hartmann, Kommerzienrat, Chemnitz                              |
| 1925                | Wilhelm Külz                            | Reichsminister, früherer Bürgermeister von Dresden                                                                             |
| 1996                | Günther Landgraf                        | Altrektor der TU Dresden |
| 1925                | Wilhelm Langelott                       | Bauunternehmer in Windschild & Langelott AG, Berlin (früher Dresden)                                                           |
| 1925                | Fritz Lässig                            | Generaldirektor, Chemnitz |
| 1925                | Gottlieb Paul Leonhard                  | Unternehmer, Kommerzienrat, Dresden                                                                                            |
| 1928                | Richard Lieberknecht                    | Unternehmer, Oberlungwitz |
| 1982                | Fritz Liebscher                         | Altrektor der TU Dresden |
| 1938                | Armin Loos                              | Direktor der Sächsischen Bodencreditanstalt                                                                                    |
| 1994                | Erich Markel                            | Präsident der Max-Kade-Stiftung, New York City                                                                                 |
| 1923                | Georg Marwitz                           | Geheimer Kommerzienrat, stellvertretender Vorsitzender der Gesellschaft von Freunden und Förderern der TH Dresden              |
| 2004                | Achim Mehlhorn                          | Chemiker, Altrektor der TU Dresden                                                                                             |
| 1929                | Guido Mengel                            | Fabrikdirektor a. D. (Internationale Camera Actiengesellschaft), Dresden                                                       |
| 1928                | Wilhelm Meyer                           | Betriebsdirektor, Freital-Birkigt                                                                                              |
| 1924                | Franz Minkwitz                          | Generaldirektor der Hille-Werke, Kommerzienrat, Dresden                                                                        |
| 1931                | Friedrich Möller                        | Hüttendirektor, Vorstandsmitglied (Mitteldeutsche Stahlwerke), Riesa                                                           |
| 1926                | Otto Moras                              | Fabrikbesitzer, Zittau |
| 1925                | Heinrich Müller                         | Chemiker, Vorsitzender des Vereins Deutscher Portlandzementfabrikanten, Kalkberge bei Berlin                                   |
| 1928                | Otto Müller                             | Dresden |
| 1924                | Richard Müller                          | Unternehmer, Gloria Mills, Norwalk, Connecticut, Vereinigte Staaten                                                            |
| 1924                | Richard Müller                          | Bauingenieur, Baurat, Dresden                                                                                                  |
| 2023                | Hans Müller-Steinhagen                  | Maschinenbauingenieur, Altrektor der TU Dresden                                                                                |
| 1928                | Felix Nahmmacher                        | Dresden |
| 1924                | Willy Oßwald                            | Direktor der Deutschen Bank, Kommerzienrat, norwegischer Konsul, Dresden                                                       |
| 1925                | Charles Palmié                          | Vorstand der Allgemeinen Deutschen Credit-Anstalt, Abteilung Dresden, Kommerzienrat                                            |
| 1982                | Horst Peschel                           | Altrektor der TU Dresden |
| 1924                | Hermann Pfeifer                         | Generaldirektor der Sächsischen Gußstahlwerke, Kommerzienrat, Döhlen                                                           |
| 1979                | Kurt Pommer                             | Altrektor der TU Dresden |
| 1929                | Otto Polysius                           | Unternehmer, Kommerzienrat, Dessau                                                                                             |
| 2018                | Heinz-Jürgen Preiss-Daimler             | Geschäftsführer (Preiss-Daimler), Stiftungsgründer, Dresden                                                                    |
| 1924                | Max Reimer                              | Direktor der Dresdner Bank, dänischer Konsul, Dresden                                                                          |
| 1953                | Hans Riesner                            | 1. Sekretär der SED-Bezirksleitung Dresden                                                                                     |
| 1924                | Baron Rosenblad                         | Stockholm |
| 1929                | Paul Roth                               | Landforstmeister, Dresden |
| 1924                | Ernst Rüdiger                           | Kommerzienrat, Unternehmer in Sächsische Filztuchfabrik GmbH, Rodewisch                                                        |
| 1931                | William Sarfert                         | Generaldirektor (Sachsenwerk), Dresden                                                                                         |
| 1988                | Werner Schatt                           | Werkstoffwissenschaftler, Dresden                                                                                              |
| 1924                | Oscar Schleich                          | Geheimer Kommerzienrat, Vorsitzender der Handelskammer Dresden                                                                 |
| 1931                | Carl Schmeil                            | Generaldirektor (Dresdner Chromo- und Kunstdruckpapierfabrik), Dresden                                                         |
| 1924                | Hermann Schmitt                         | Ministerialdirektor i. R., Geheimrat, Dresden                                                                                  |
| 1927                | Paul Schönherr                          | Unternehmer (Sächsische Webstuhlfabrik), Chemnitz                                                                              |
| 1924                | Hermann Schubert                        | Unternehmer, Zittau |
| 1979                | Kurt Schwabe                            | Altrektor der TU Dresden |
| 1929                | Georg Seiring                           | Regierungsrat, Präsident des Deutschen Hygiene-Museums, Dresden                                                                |
| 1931                | Oskar Seyffert                          | Maler, Illustrator, Volkskundler, Professor (Kunstgewerbeschule Dresden), Hofrat, Dresden                                      |
| 1928                | Richard Sichler                         | Unternehmer, Generaldirektor (Lingner-Werke), Kommerzienrat, Dresden                                                           |
| 1931                | Friedrich Magnus V. zu Solms-Wildenfels | Standesherr, Offizier und Politiker (Mitglied des Sächsischen Landtags), Wildenfels                                            |
| 1928                | Artur Speck                             | Straßenbauingenieur, Ministerialrat, Dresden                                                                                   |
| 1928                | Julius Springer der Jüngere             | Verlagsbuchhändler, Berlin |
| 1927                | Carl Walter Straßhausen                 | Hauptmann a. D., Direktor (Jahresschau Deutscher Arbeit), Dresden                                                              |
| 1923                | Fritz Thiele                            | Unternehmer, Leipzig |
| 1924                | Heinrich Toelle                         | Unternehmer, Kommerzienrat, Dresden                                                                                            |
| 1923                | Rudolf Türk                             | Unternehmer, Generaldirektor der Heidenauer Papierfabrik                                                                       |
| 1925                | Robert Vorländer                        | Unternehmer, Direktor (Chemische Fabrik v. Heyden), Kommerzienrat, Radebeul                                                    |
| 1926                | Ludwig Wahl                             | Maschinenbau-Ingenieur, Stadtbaurat, Dresden                                                                                   |
| 1924                | Hildegard Wawrziniok                    | Ehefrau von Otto Wawrziniok, Ehrenmitglied der Dresdner Studentenschaft, Dresden                                               |
| 1929                | Hugo Weber                              | Finanzminister des Freistaates Sachsen                                                                                         |
| 1928                | Heinrich Weißt                          | Kanzleirat i. R., Dresden |
| 1923                | Adolf Wiecke                            | Generaldirektor der Sächsischen Gußstahlwerke, Döhlen                                                                          |
| 1929                | Max Wiener                              | Unternehmer, Dresden |
| 1926                | Paul Wolf                               | Architekt, Stadtbaurat, Dresden                                                                                                |
| 1929                | Fritz Zeuner                            | Unternehmer i. R., Dresden |
| 1929                | Hanno Zeuner                            | Oberregierungsbaurat, Direktor (Elektra AG, Sächsische Werke), Dresden                                                         |